# MediaWorks
株式会社MediaWorks，是持有「電擊」等品牌的角川控股集團（角川グループホールディングス）旗下出版社。

## 概要
- 由1992年10月退休的角川書店副社長角川歷彥，和歷彥曾擔任過社長的角川書店子公司「角川Media Office」的職員為中心所成立。以電子遊戲雜誌、漫畫雜誌、輕小說等以年輕人取向的書籍為出版主力。另外雖然事業主軸是出版，也有開發販售使用自家角色等的遊戲軟體。
- 關西電視台的關係企業裡也有相同名字的公司，但兩者毫無關聯。
- 2002年10月，和角川書店交換持股。
- 自2008年4月1日起與同為角川旗下出版IT相關書籍雜誌的ASCII合併，成為ASCII MediaWorks。

## 成立過程
1992年，當時的角川書店社長角川春樹投入電影事業、副社長為社長的弟弟角川歷彥負責《The Television》與《東京Walker》等雜誌部門來提升收益。歷彥也同時兼任角川書店子公司的角川Media Office社長職務，同社出版有《Comptiq》、《月刊Comic Comp》等遊戲、漫畫雜誌，向以ACG愛好者為對象的複合式媒體邁進。但在經營方向的問題上春樹和歷彥兩人對立，歷彥辭去角川書店副社長和角川Media Office社長的社長職務後離開角川。由於敬仰歷彥，角川Media Office的全體員工幾乎自公司離職，在接受主婦之友社的後援之下成立了Media Works。資金面來看是獨立於角川書店，不過員工幾乎是角川Media Office的原班人馬，Media Works的出版物也自然地將目標集中在遊戲和漫畫、動畫方面上。

## 電擊組
電擊組是指，MediaWorks看上其銷售能力而指定為代理販售商店的書店、連鎖店之總稱。在第一版配書數量、追加訂單上可以得到優惠待遇。
指定書店在每個月初會收到由MediaWorks直接寄來的電子郵件。內有文庫、漫畫、攻略本、一般書籍的訂單，新刊情報、新刊本的特別訂單等內容。另外電擊文庫在分配書籍上，因為採取作家前個作品（一定期間內）銷售量作為次回作的初回分配數之制度，不會陷入完全沒有配書的窘境（若是第1個作品，則以類似傾向的作品來推測配書數量）。

## 主要雜誌

### 電玩
- 電擊PlayStation
- 電擊PS2
- 電擊PSP
- 電擊任天堂DS（デンゲキニンテンドーDS）
  - DENGEKI DS Style
- 電擊G's magazine
- 電擊姬

### 漫畫
- 月刊電擊COMIC gao!（月刊電撃コミックガオ）（每月27日發售）
- 月刊Comic電擊大王（月刊コミック電撃大王）（每月21日發售）
- 電擊萌王

### 輕小說
- 電擊文庫

### 其他
- 電擊帝王
- 電擊hp
- 電擊HOBBYMAGAZINE（電擊ホビーマガジン）（設有中文版）
- 電擊魔王（電擊マ王）
- comic SYLPH

## 休刊、廢刊
- 電擊王→DENGEKI Games
- 電擊Dreamcast
- 電擊少年
- 電擊SuperFamicon
- 電擊3DO
- 電擊Adventures
- 電擊Animaga
- Active JAPAN（殘障者體育情報誌）

## 主要遊戲作品
- EMERALD DRAGON（SFC版）
- Eternal Melody
- 悠久幻想曲
- DEVICE REIGN
- 星之丘學園物語 學園祭
- お嬢様特急
- 妹妹公主
- 双恋
- 草莓棉花糖
- 女生愛女生
- 灼眼的夏娜
- Strawberry Panic!
- DS電擊文庫
  - 艾莉森
  - 伊里野的天空、UFO的夏天
  - 犬神!

## 相關用語
- 電擊文庫
- 電擊G's文庫
- 電擊遊戲文庫（電擊ゲーム文庫）
- 電擊COMICS
- 電擊小說大賞
- Alter Books
- DATAM POLYSTAR

## 雜記
和發行美少女遊戲雜誌的Enterbrain與Coremagazine，曾聯手共同開發與提攜。

## 相關項目
- 角川控股集團
- 角川書店
- ASCII
- ASCII Media Works
- Enterbrain

## 外部連結
- 官方網站 （页面存档备份，存于）（日語）
- 電擊Online （页面存档备份，存于）（日語）